# Opisthoncus magnidens
Opisthoncus magnidens là một loài nhện trong họ Salticidae.
Loài này thuộc chi Opisthoncus. Opisthoncus magnidens được Ludwig Carl Christian Koch miêu tả năm 1880.